# Reinhold Franz (Altphilologe)
Reinhold Hermann Franz (* 3. Juli 1863 in Neu-Gersdorf, Oberlausitz; † nach 1942) war ein deutscher Altphilologe und Gymnasiallehrer.
Reinhold Franz, Sohn eines Webers, besuchte das Gymnasium in Zittau und studierte ab 1883 an der Universität Leipzig, wo er 1890 promoviert wurde. Im gleichen Jahr bestand er die Staatsprüfung für das Lehramt und leistete 1891/92 sein Probejahr an der Nicolaischule in Leipzig ab. Ab Ostern 1892 leitete er eine höhere Privatknabenschule in Peterswaldau in Schlesien. Von Oktober 1894 an lehrte er am Realgymnasium in Annaberg, bis er zum 31. März 1923 im Zuge des Beamtenabbaues in den einstweiligen Ruhestand versetzt wurde.
Wie zahlreiche andere Gymnasiallehrer schrieb er Artikel für Wilhelm Heinrich Roschers Ausführliches Lexikon der griechischen und römischen Mythologie.
Franz war Alter Herr des Klassisch-Philologischen Vereins Leipzig im Naumburger Kartellverband.

## Veröffentlichungen
- De Callistus fabula capita duo. In: Leipziger Studien zur classischen Philologie 12, 1890, S. 235–283 (= Dissertation, Digitalisat).
- Die Amtshauptmannschaft Annaberg. Annaberg 1904.